# Anna Lauter
Anna Lauter, geb. Wilser (* 29. März 1847 in Karlsruhe; † 28. Dezember 1926 ebenda) war eine Präsidentin der Badischen Rot-Kreuz-Schwesternschaft.

## Leben und Wirken

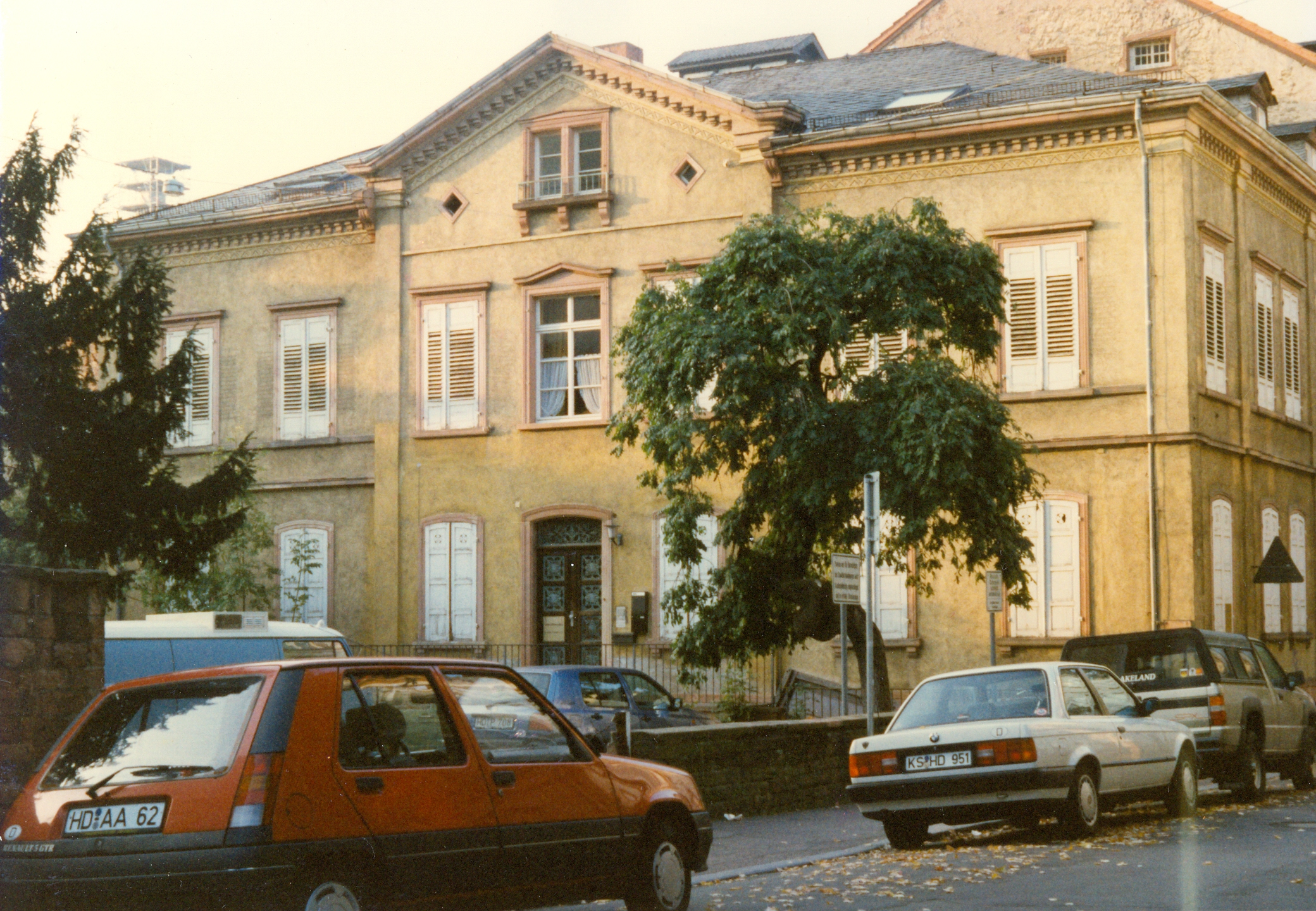
Anna-Blum-Haus in Heidelberg, 1995

Anna Wilser trat 1871 im Alter von 24 Jahren dem Badischen Frauenverein bei, der 1859 von Großherzogin Luise gegründet worden war. 1890 heiratete sie den damaligen Oberbürgermeister Wilhelm Florentin Lauter. Die Ehe war kurz: Wilhelm Lauter starb 1892.
Im Jahr 1899 wurde Anna Lauter Präsidentin der badischen Rot-Kreuz-Schwesternschaft. Sie war eine der Karlsruherinnen, die das Kranken- und Sozialwesen der Stadt mit aufbauten; unter anderem gründete sie auch ein Arbeiterinnenheim und ein Altenheim für Kleinrentner. 1918 erschien ihr Werk über das Wirken von Großherzogin Luise im Ersten Weltkrieg. Als Präsidentin der badischen Rot-Kreuz-Schwesternschaft hielt sich Lauter oft im Anna-Blum-Haus in Heidelberg auf, dem Sitz der Präsidentin der Heidelberger Rot-Kreuz-Schwestern, Anna Blum.
Anna Lauter ist auf dem Karlsruher Hauptfriedhof bestattet.

## Ehrungen
- 2000 Benennung der Anna-Lauter-Straße in der Karlsruher Südstadt (östlicher Teil)

## Publikationen
- Großherzogin Luise und ihre Wirksamkeit im Weltkrieg, Lahr 1918
- Großherzogin Luise und die soziale Hygiene, Aufsatz in: „Sozialhygienische Mitteilungen“ VII, Nr. 3/4
- mehrere Beiträge in den Blättern des Badischen Frauenvereins